# Halina Savičkaja
Halina Vladimirovna Savičkaja, coniugata Krisevič (in bielorusso Галіна Савіцкая-Крісевіч?; Minsk, 13 luglio 1961), è un'ex cestista sovietica, dal 1991 bielorussa.

## Carriera
Con l'Unione Sovietica ha disputato i Giochi olimpici di Seul 1988, due edizioni dei Campionati mondiali (1983, 1990) e sei dei Campionati europei (1980, 1981, 1983, 1985, 1987, 1989).